# زبان برنامه‌نویسی علمی
زبان برنامه‌نویسی علمی می‌تواند به دو مفهوم مرتبط اما متمایز در زمینه برنامه‌نویسی اشاره داشته باشد. به‌طور کلی، این عبارت به هر زبان برنامه‌نویسی که در علم محاسباتی و ریاضیات محاسباتی مورد استفاده قرار می‌گیرد (مانند C++، سی، پایتون و جاوا) اطلاق می‌شود. در معنای دقیق‌تر، به زبان‌هایی اطلاق می‌شود که به‌گونه‌ای طراحی و بهینه‌سازی شده‌اند که بتوانند با فرمول‌های ریاضی و عملیات ماتریسی به‌طور بومی کار کنند و از این وظایف پشتیبانی ذاتی ارائه دهند.

## بررسی کلی
زبان برنامه‌نویسی علمی به زبان‌هایی اطلاق می‌شود که در مدل‌سازی عددی، شبیه‌سازی، تحلیل داده و مصورسازی به‌کار می‌روند. زبان‌هایی مانند پایتون، از طریق کتابخانه‌هایی نظیر نام‌پای، سای‌پای و مت‌پلات، در حوزه‌هایی از یادگیری ماشینی تا محاسبات با کارایی بالا به سهم عمده‌ای دست یافته‌اند. از سوی دیگر، در معنای دقیق‌تر، تأکید بر زبان‌هایی است که از پشتیبانی داخلی برای محاسبات ماتریسی و محاسبات نمادین برخوردارند. نمونه‌هایی از این زبان‌ها شامل فرترن، متلب، جولیا، گنو آکتیو و آر است. این زبان‌ها با نگارشی نزدیک به نمادهای ریاضی شناخته می‌شوند که امکان بیان مختصر فرمول‌ها و عملیات پیچیده را فراهم می‌سازد.

## سیاق تاریخی و تحولات
به‌طور تاریخی، زبان‌هایی نظیر الگول و فرترن زمینه را برای محاسبات علمی با معرفی ساختارهای سطح بالا که امکان محاسبات عددی کارآمد را می‌دادند، فراهم ساختند. با گذر زمان، ظهور ابزارهای اختصاصی مانند متلب و جایگزین‌های متن‌باز نظیر گنو آکتیو دسترسی به محاسبات علمی را گسترش داد. در سال‌های اخیر، زبان‌های مدرنی مانند جولیا ظهور کرده‌اند که ترکیبی از کارایی بالا با نگارش بیانی واضح را ارائه می‌دهند، در حالی که زبان‌های چندمنظوره مانندپایتون از طریق کتابخانه‌های قدرتمند علمی خود به حل مسائل متنوع محاسباتی پرداخته‌اند.

## ویژگی‌های کلیدی
زبان‌های برنامه‌نویسی علمی معمولاً شامل موارد زیر هستند:
- پشتیبانی ذاتی از آرایه‌ها، بردارها و ماتریس‌ها.
- نگارشی مختصر برای انجام عملیات ریاضی.
- کتابخانه‌های پیشرفته برای جبر خطی عددی، بهینه‌سازی و تحلیل‌های آماری.
- امکاناتی برای محاسبات نمادین و عددی.
- ابزارهایی برای مصورسازی و اکتشاف داده.

## مثال‌های مقایسه‌ای

### جبر خطی
زبان‌هایی که از پشتیبانی داخلی برای عملیات ماتریسی برخوردارند، امکان کار مستقیم با ساختارهای ریاضی را برای کاربران فراهم می‌کنند. به عنوان مثال، کد زیر در زبان جولیا سیستم معادلات خطی را حل می‌کند:
```
A
 
=
 
rand
(
20
,
 
20
)
  
# A یک ماتریس ۲۰×۲۰ است

b
 
=
 
rand
(
20
)
      
# b یک بردار با ۲۰ عضو است

x
 
=
 
A
 
\
 
b
         
# x، جواب معادله A*x = b است

```

در مقابل، پایتون —گرچه زبان چندمنظوره است— با استفاده از کتابخانه‌های خود عملکرد مشابهی ارائه می‌دهد:
```
import
 
numpy
 
as
 
np

A
 
=
 
np
.
random
.
rand
(
20
,
 
20
)

b
 
=
 
np
.
random
.
rand
(
20
)

x
 
=
 
np
.
linalg
.
solve
(
A
,
 
b
)

```

این مقایسه نشان می‌دهد که چگونه زبان‌های چندمنظوره با افزودن کتابخانه‌های تخصصی قابلیت‌های خود را گسترش می‌دهند، در حالی که زبان‌های علمی دقیق اغلب این ویژگی‌ها را به‌صورت ذاتی در خود دارند.

### بهینه‌سازی ریاضی
زبان‌های برنامه‌نویسی علمی امکان انجام وظایف بهینه‌سازی را با نگارشی نزدیک به نمادهای ریاضی فراهم می‌کنند. در مثال زیر، زبان جولیا کمینه یک چندجمله‌ای را می‌یابد:
```
using
 
Optim

P
(
x
,
y
)
 
=
 
x
^
2
 
-
 
3
x
*
y
 
+
 
5
y
^
2
 
-
 
7
y
 
+
 
3

z₀
 
=
 
[
0.0
,
 
0.0
]
     
# نقطه شروع الگوریتم بهینه‌سازی

optimize
(
z
 
->
 
P
(
z
...
),
 
z₀
,
 
Newton
();
 
autodiff
 
=
 
:forward
)

```

پایتون نیز با ارائه روتین‌های بهینه‌سازی مشابه از طریق کتابخانه‌هایی مانند سای‌پای، امکان استفاده از مشتق‌گیری خودکار و الگوریتم‌های تخصصی را فراهم می‌کند، گرچه این ویژگی به‌صورت ذاتی در زبان وجود ندارد.

## روندهای نوین و زبان‌های نوظهور
روندهای اخیر در محاسبات علمی بر ترکیب کارایی و سهولت استفاده تأکید دارند. زبان‌های مدرنی مانند جولیا به‌طور ویژه برای پاسخ به این نیازها طراحی شده‌اند؛ به‌طوری که وضوح نگارش سطح بالا با کارایی لازم برای محاسبات عددی در مقیاس بزرگ ترکیب می‌شود. علاوه بر این، زبان‌های نوظهوری مانند Nim به‌دلیل کارایی و کتابخانه‌های موجود در زمینه جبر خطی مورد توجه قرار گرفته‌اند، هرچند که به جای پشتیبانی داخلی، به کتابخانه‌های خارجی متکی هستند. این چشم‌انداز متنوع نشان می‌دهد که مفهوم «زبان برنامه‌نویسی علمی» همگام با نیازها و پیشرفت‌های فناوری در حال تحول است.

## رده‌بندی زبان‌ها
مروری مقایسه‌ای بر زبان‌های مورد استفاده در محاسبات علمی در جدول زیر ارائه شده است:
| زبان       | رده‌بندی               | ویژگی‌های کلیدی                                                                            |
| ---------- | --------------------- | ----------------------------------------------------------------------------------------- |
| Fortran    | معنای دقیق            | کارایی بالا، استفاده طولانی‌مدت در محاسبات عددی و با کارایی بالا.                          |
| MATLAB     | معنای دقیق            | جعبه‌ابزارهای گسترده، نرم‌افزار اختصاصی، مورد استفاده گسترده در دانشگاه‌ها و مهندسی.         |
| Julia      | معنای دقیق            | کارایی بالا، متن‌باز، پشتیبانی داخلی از ماتریس و اکوسیستم رو به رشد.                       |
| R          | معنای دقیق            | تخصص در محاسبات آماری و گرافیک، اکوسیستم پکیج‌های گسترده.                                  |
| GNU Octave | معنای دقیق            | جایگزین متن‌باز MATLAB با سازگاری بالا.                                                    |
| Maple      | معنای دقیق            | سیستم جبر کامپیوتری برای ریاضیات نمادین و حل مسئله تعاملی.                                |
| APL و J    | معنای دقیق            | زبان‌های برنامه‌نویسی آرایه‌ای مختصر مناسب برای عملیات ریاضی، اگرچه در حوزه‌های خاص.          |
| ALGOL      | معنای دقیق            | زبان دارای اهمیت تاریخی که بر بسیاری از زبان‌های مدرن تأثیر گذاشته است.                    |
| Python     | معنای گسترده          | زبان چندمنظوره با کتابخانه‌های قدرتمند (مانند NumPy, SciPy) برای محاسبات علمی.             |
| C/C++      | معنای گسترده          | مورد استفاده در برنامه‌های حساس از نظر کارایی با کتابخانه‌هایی مانند BLAS و LAPACK.         |
| Java       | معنای گسترده          | پشتیبانی از محاسبات علمی از طریق کتابخانه‌هایی مانند Apache Commons Math و ND4J.           |
| Nim        | نوظهور (معنای گسترده) | ارائه کارایی بالا با کتابخانه‌های موجود برای جبر خطی، هرچند که به پشتیبانی خارجی متکی است. |

## نتیجه‌گیری
رشته زبان‌های برنامه‌نویسی علمی همچنان در حال تحول است؛ تغییری که ناشی از نیازهای علوم محاسباتی مدرن است. درحالی‌که زبان‌های علمی دقیق از پشتیبانی داخلی برای عملیات ریاضی برخوردارند، زبان‌های چندمنظوره از طریق کتابخانه‌های تخصصی نقش خود را گسترش داده‌اند. این تحول بازتاب‌دهنده روند گسترده‌تری است که در جهت دسترس‌تر، کارآمدتر و چندبعدی‌تر شدن محاسبات علمی پیش می‌رود.